# LA 커넥션
《LA 커넥션》(To The Limit)은 미국에서 제작된 레이몬드 마티노 감독의 1995년 액션, 범죄, 스릴러 영화이다. 안나 니콜 스미스 등이 주연으로 출연하였고 조이 트래볼타 등이 제작에 참여하였다. 이 영화는 1993년 영화 다빈치 워의 시퀄이다.

## 출연

### 주연
- 안나 니콜 스미스
- 조이 트래볼타
- 존 아프레

### 조연
- 데이빗 프로벌
- 브랜스콤비 리치몬드
- 마이클 누리
- 잭 배넌
- 라이디 데니어
- 플로이드 레빈

## 기타
- 공동제작: 브랜스콤비 리치몬드
- 공동제작: 레이몬드 마티노
- 라인프로듀서: 마타 머리필드
- 라인프로듀서: 길 워즈워스
- 협력프로듀서: 존 아프레
- 미술: 그레고리 마틴
- 배역: 랜디 캘러핸